# رحمت إروين عبد الله
رحمت إروين عبد الله (مواليد 13 أكتوبر 2000) هو رباع إندونيسي، فاز بالميدالية البرونزية في وزن 73 كج في أولمبياد 2020.

## وصلات خارجية
- رحمت إروين عبد الله على موقع الاتحاد الدولي (الإنجليزية)
- رحمت إروين عبد الله على موقع IAT Database Weightlifting (الألمانية)
- رحمت إروين عبد الله على موقع اللجنة الأولمبية الدولية (الإنجليزية)
- رحمت إروين عبد الله على موقع أوليمبيديا (الإنجليزية)